# 霊山寺 (汕頭市)
霊山寺（りょうぜんじ）は、中華人民共和国広東省汕頭市潮陽区にある仏教寺院。

## 歴史
唐の貞元7年（791年）、慧能の弟子の潮州大顛により創建された。元和14年（819年）、韓愈は『論仏骨表』を憲宗に奉って極諌した。結果、崇仏皇帝であった憲宗の逆鱗に触れ、潮州刺史に左遷された。韓愈は潮州大顛と友達になりました。二人はいつも一緒にお茶を飲み、話をしています。長慶2年（822年）、穆宗により「霊山護国禅寺」の名を賜った。
北宋の大中祥符5年（1012年）、覚然が伽藍を整備した。天聖7年（1029年）、「霊山開善禅院」と改称。
明の洪武2年（1369年）、空山は寺院を重修した。正徳16年（1521年）、火災で山門以外を焼失する。崇禎6年（1633年）、潮州府知府の楊灼は寺院を再建した。
清の康熙40年（1701年）、潮州府知府の彭象升が資金を募り全面重建し、康熙45年（1706年）に落成した。
1949年、長年修理を怠ったので寺が破損した。1966年、毛沢東が文化大革命を発動し、寺院の宗教活動は中止に追い込まれた。紅衛兵により寺廟などの宗教施設が徹底的に破壊された。寺内のすべての文化財が消えた。1983年、中華人民共和国国務院は仏寺を漢族地区仏教全国重点寺院に認定した。